# Czarnków (comune rurale)
Czarnków è un comune rurale polacco del distretto di Czarnków e Trzcianka, nel voivodato della Grande Polonia.
Ricopre una superficie di 347,78 km² e nel 2004 contava 10 769 abitanti.
Il capoluogo è Czarnków, che non fa parte del territorio ma costituisce un comune a sé.